# スィヤードヴァーダ
スィヤードヴァーダ (デーヴァナーガリー: स्यादवाद、Syādvāda)とは、ジャイナ教の前提条件に関する教説である。つまり、スィヤードヴァーダによって前提条件や公理を引き出すことで教説や教えの内容がわかるようになる。最初の前提はサプタバンギーナーヤによって与えられる。そしてそこから他の言明が論理的に導き出される。サプタバンギーナーヤを使うことで、相対性理論はそれに関連して等速運動を行っている別の慣性系とある慣性系で同じである一つの思想・体系に関する真理を含有しているということになる。ある体系自体の思想構造の内部からその体系の真偽を判断することは不可能であり、そのような真理の主張の発展・推進は「複数の予測の理論」で示された「条件づけられた予測」という結果になる等速運動を行っている別の完成形との関係の中でのみ認められる。そのため、それぞれの真理はそれ自身の体系の中では妥当である一方で相互に排他的な複数の真理が統合される。ある特定のものに関するいくつかの真理の中で、ある一つ、あるいは別のもの、あるいは両方が実際に妥当であり得る。

## サンスクリット
紀元後200年以前のジャイナ教文書は全てプラークリットで著述されており、その内の多くが古カンナダ文字で書かれている。400年以降のジャイナ教の注釈書、儀式や典礼言語に関する文書はサンスクリット(संस्कृता वाक् saṃskṛtā vāk)、ヒンディー語、あるいは地方の言語で著述されている。この記事ではプラークリットやサンスクリットから英語への翻訳あるいは意味の解釈が行われている。英語にはサンスクリット単語に対する直接的な訳語が存在しないが、マハーヴィーラ哲学の思想的象徴を描写する概念ならば英語に存在する。「スィヤードヴァーダ」という語は二つの語源から成る。「スィヤート」は「おそらく」という意味で、「ヴァーダ」は「主張」という意味である。「スィヤードヴァーダ」という複合語になると、おそらく～であると主張すること、あるいは可能性の主張、となる。

## 七種類の叙述の理論
ジャイナ認識論によると「サプタバンギーナーヤ」は「七種類の予測」を記述している。
1. スィヤード・アスティ(syād-asti) — それは存在するだろう
2. スィヤード・ナースティ(syād-nāsti) — それは存在しないだろう
3. スィヤード・アスティ・ナースティ(syād-asti-nāsti) — それは存在しかつ存在しないだろう
4. スィヤード・アスティ・アヴァクタヴィヤ(syād-asti-avaktavyaḥ) — それは存在し、言語化不可能であるだろう
5. スィヤード・ナースティ・アヴァクタヴィヤ(syād-nāsti-avaktavyaḥ) — それは存在せず、言語化不可能であるだろう
6. スィヤード・アスティ・ナースティ・アヴァクタヴィヤ(syād-asti-nāsti-avaktavyaḥ) — それは存在しかつ存在せず、言語化不可能であるだろう
7. スィヤード・アヴァクタヴィヤ(syād-avaktavyaḥ) — それは言語化不可能であるだろう

## 群盲象を評す
群盲象を評すという物語において述べられた判じ物がある。この物語は様々な宗教の観点から分析されており、ジャイナ教の場合の群盲象を評すでは全ての言明を総合することが強調されている。

## 悟り
多数の予測の理論を独断的に支持する能力は自己論駁的に見える。そのためひとたび真理が様々な観点から多面的であるとみなされると真理に対する問いは解決できないように感じられる。しかし、このジレンマはケーヴァリが無限の知識を得て事物の究極的な真理・知識に到達できる人々であるために解決される。ケーヴァリではなく、世俗世界に生きているに過ぎない人々は真理の一部だけを得て七種の予測に到達する。